# Spotlight on Ray Charles
Spotlight on Ray Charles – album amerykańskiego muzyka Raya Charlesa, wydany w 1962 roku.

## Lista utworów
1. „Alone in the City” (Charles)
2. „Blues Before Sunrise” (Carr)
3. „She’s on the Ball” (Charles)
4. „Sentimental Blues” (York)
5. „What Have I Done?” (Charles)
6. „How Long Blues” (Carr)
7. „St. Pete’s Blues” (Charles)
8. „Flip Flooie Flip”
9. „Jug of Joel”
10. „Spruchin’ Up”